# La Matanza, Mexiko
La Matanza är en ort i Mexiko.   Den ligger i kommunen La Paz och delstaten Baja California Sur, i den västra delen av landet, 1 200 km väster om huvudstaden Mexico City. La Matanza ligger 63 meter över havet och antalet invånare är 124.
Terrängen runt La Matanza är kuperad åt nordost, men åt sydväst är den platt. La Matanza ligger nere i en dal. Runt La Matanza är det glesbefolkat, med 20 invånare per kvadratkilometer. Närmaste större samhälle är El Pescadero, 15,7 km norr om La Matanza. Omgivningarna runt La Matanza är i huvudsak ett öppet busklandskap.